# Hruškokdouloň
Hruškokdouloň (× Pyronia), česky též pyronie, je rostlina patřící do čeledi růžovité (Rosaceae). Je to mezirodový kříženec kdouloně a hrušně.

## Použití
× Pyronia veitchi a × Pyronia danielii (syn.Pyrocydonia danielii) lze použít jako okrasné rostliny. V ČR jsou naprosto otužilé. Mají sbírkový význam.